# 南八家子乡
南八家子乡，是中华人民共和国辽宁省朝阳市北票市下辖的一个乡镇级行政单位。

## 行政区划
南八家子乡下辖以下地区：
八家子村、四家板村、红村、雹神庙村、大营子村、西沟村和平台子村。